# Didier Notheaux
« Notheaux » redirige ici. Pour l’article homophone, voir Noto.
Didier Notheaux, né le 4 février 1948 à Déville-lès-Rouen et mort le 18 août 2021 à Valence,, est un joueur et entraîneur de football français
Il réalise sa carrière de footballeur professionnel aux postes de milieu puis de défenseur. Devenu entraîneur, il dirige plusieurs clubs en France avant de tenter l'aventure en Afrique et en Asie.

## Biographie
Didier Notheaux découvre le football dans le club de sa ville natale, Déville-lès-Rouen, avant de rejoindre à 12 ans le grand club local, le FC Rouen. En 1965-1966 il y fait ses débuts en équipe réserve, en CFA, et découvre l'équipe première cinq ans plus tard, en Division 2. Âgé alors de 22 ans, il devient très vite titulaire : dès sa première saison il dispute 30 matchs de championnats et inscrit sept buts. Après quatre saisons convaincantes, il est recruté par le RC Lens, en D1, dans le cadre d'un transfert lucratif pour le club rouennais.
Après deux saisons à Lens, il signe au Stade rennais, toujours en D1, puis après un an revient au FC Rouen, qui se veut ambitieux pour son retour dans l'élite. Mais l'aventure rouennaise tourne mal. Le club est relégué dès 1978 et sauvé de justesse de la liquidation judiciaire. Après deux saisons en pointillé en D2, Didier Notheaux accepte en 1980 la proposition du CA Lisieux de devenir entraîneur-joueur. Le club est promu en D3 en 1981 mais retombe en D4 l'année suivante.
En 1983, il est nommé entraîneur d'un autre club normand, Le Havre AC, en D2. Le 8 octobre 1983, il voit son défenseur Abdel Djaadaoui gravement blessé sur un tacle d'un joueur du Stade français, à qui il vient donner un coup de poing en retour. Si son équipe manque de peu la promotion en D1 en 1984, c'est chose faite l'année suivante en remportant le titre de champion face à l'OGC Nice. Il se bat ensuite pour maintenir l'équipe dans l'élite - il y parvient pour ses deux premières saisons mais échoue en 1987-1988, à la suite de quoi il quitte le club haut-normand.
Il signe au FC Mulhouse, autre club ambitieux de D2, avec lequel il termine en tête du groupe A (mais s'incline lors du match des champions face à Lyon). Mais il ne parvient pas à obtenir le maintien espéré l'année suivante en D1. Il rejoint alors le Stade de Reims, en D2, qui s'avère en grande difficulté financière. L'équipe obtient une belle 6e place mais le club est rétrogradé l'année suivante. Puis il est nommé au Stade rennais, en D1, mais le club est relégué. En 1992-1993 son équipe est toute proche d'obtenir son retour dans l'élite mais elle s'incline en barrages face à l'AS Cannes du jeune entraîneur Luis Fernandez. Il poursuit sa carrière en France à l'ASOA Valence, au FC Sochaux et à Saint-Denis Saint-Leu. Puis il devient consultant pour la télévision
En 1998, il quitte la France pour diriger l'équipe du Burkina Faso qu'il qualifie pour la CAN 2000 (compétition qu'il ne dispute pas). Puis il revient diriger l'ASOA Valence de 2000 à 2003, à la suite de quoi il reprend ses prestations de consultant à la télévision.
En 2005, il retente l'aventure à l'étranger en signant au Guangzhou FC, en Chine, comme directeur technique. Mais il ne reste pas après l'échec de la remontée en première division.
En décembre 2006, il devient entraîneur de l'équipe nationale du Bénin. Mais son contrat n'est officialisé que le 24 janvier 2007. En mars 2007, apprenant que la fédération du Bénin avait nommé deux autres sélectionneurs, il quitte son poste et porte l'affaire devant la FIFA estimant qu'un contrat de neuf mois lui avait été promis. Il devient alors l'entraîneur de l'Équipe du Burkina Faso de football. À la fin de son contrat, en septembre 2007, il quitte la sélection burkinabaise.
Il est consultant pour la chaîne de télévision Eurosport France durant la CAN 2008.

## Carrière

### Joueur
- 1966-1974 : FC Rouen
- 1974-1976 : RC Lens
- 1976-1977 : Stade rennais
- 1977-1980 : FC Rouen
- 1980-1981 : CA Lisieux

### Entraîneur
- 1980-1983 : CA Lisieux
- 1983-1988 : Le Havre AC
- 1988-1990 : FC Mulhouse
- 1990-1991 : Stade de Reims
- 1991-1993 : Stade rennais
- 1993-1995 : ASOA Valence
- 1995-1996 : FC Sochaux
- 1996-1997 : Saint-Denis Saint-Leu
- 1998-1999 : Équipe du Burkina Faso
- 2000-2003 : ASOA Valence
- 2005 : Canton (Chine)
- décembre 2006 - mars 2007 : Équipe du Bénin
- avril 2007 - septembre 2007 : Équipe du Burkina Faso

## Palmarès joueur

### En club
- Finaliste de la Coupe de France en 1975 avec le RC Lens

### Statistiques
- 113 matchs et 6 buts en Division 1
- 153 matchs et 28 buts en Division 2
- 39 matchs et 4 buts en Coupe de France
- 4 matchs et 1 but en Coupe de l'UEFA

## Palmarès entraîneur
- Champion de France de Division 2 en 1985 avec Le Havre AC
- Vice-champion de France de Division 2 en 1989 avec le FC Mulhouse